# Albert Küchler
Albert Küchler (* 2. Mai 1803 in Kopenhagen; † 16. Februar 1886 in Rom) war ein dänischer Porträt-, Historien- und Genremaler des Goldenen Zeitalters. Ab 1851 gehörte er dem katholischen Franziskanerorden an.

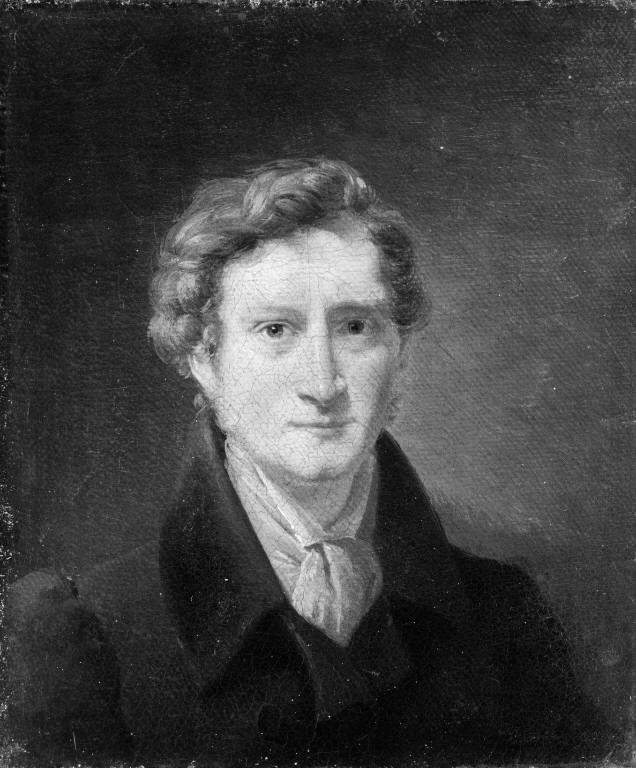
Selbstporträt, 1823
Statens Museum for Kunst

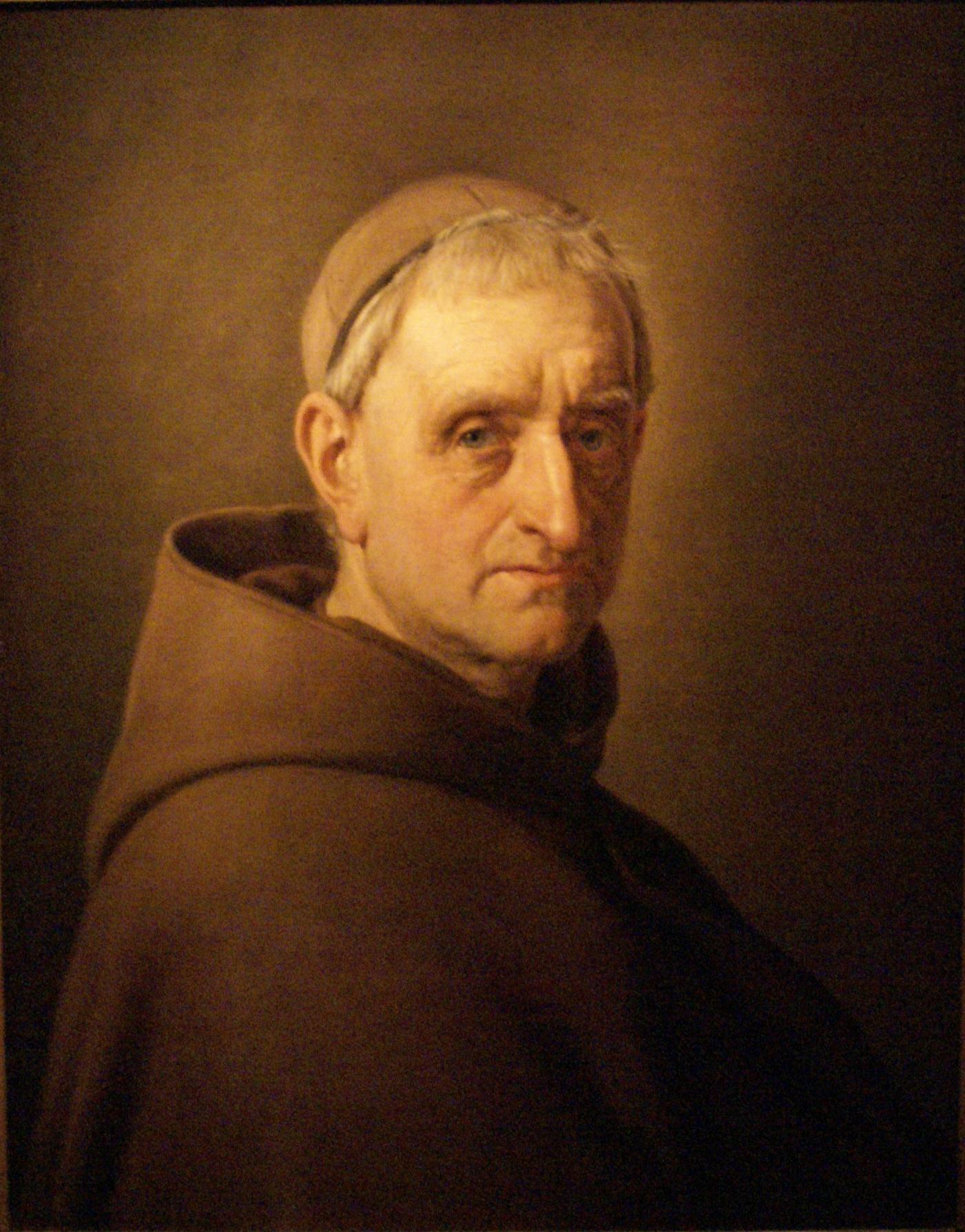
Albert Küchler als Franziskaner, gemalt von Jørgen Roed 1886. Thorvaldsen-Museum

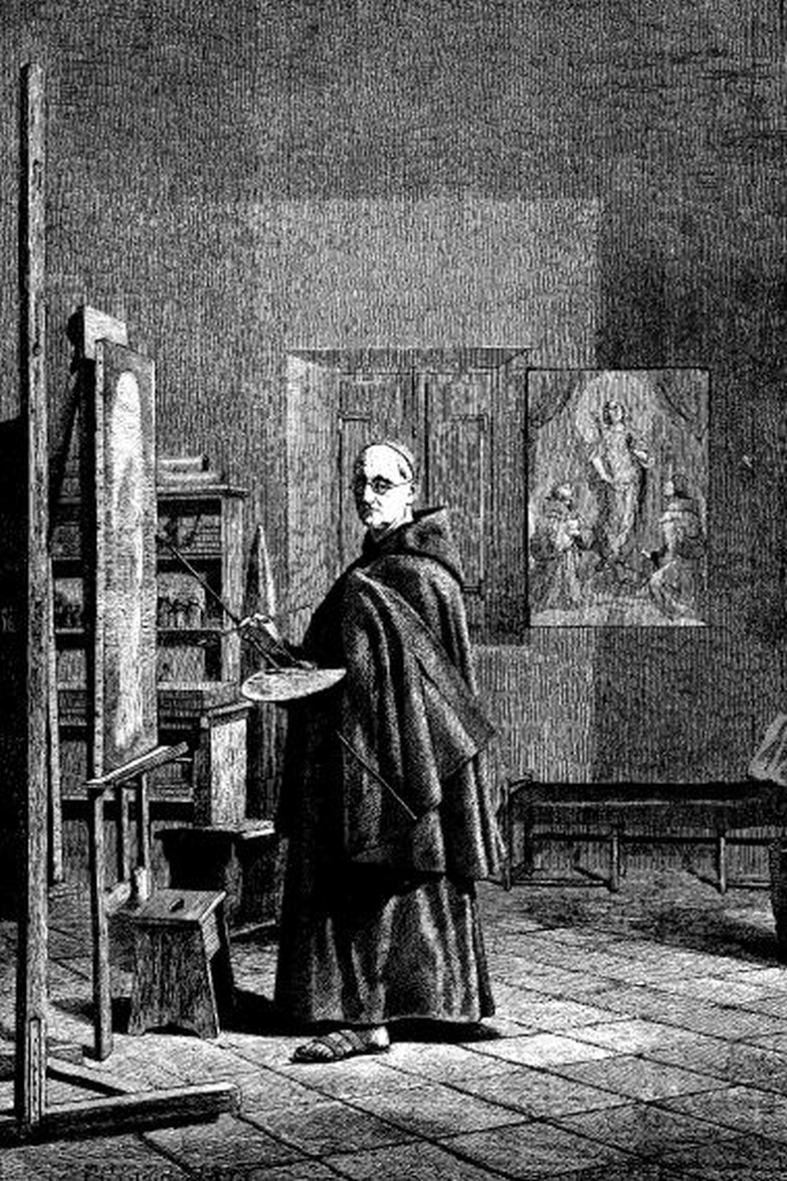
Albert Küchler in seinem Atelier im Kloster S. Bonaventura in Rom – Zeichnung von F.C. Lund, 1873

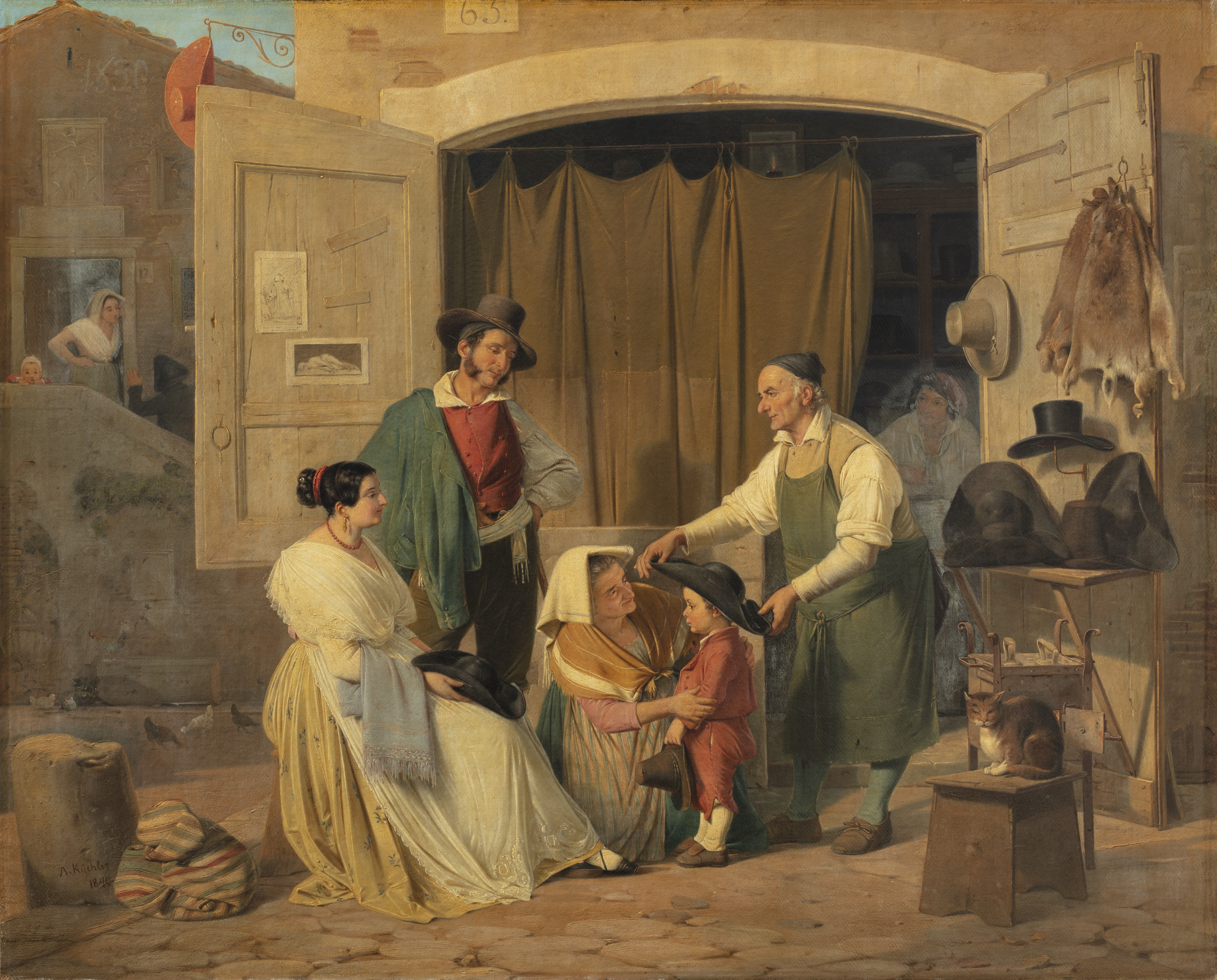
Römische Bauern kaufen einen Hut für ihren kleinen Sohn … Thorvaldsen-Museum

## Leben
Albert Küchler war Sohn des Schreinermeisters Christian Küchler und seiner Frau Mette Cathrine Andreasdatter Terkelsen. Küchler begann eine Schreinerlehre bei seinem Vater, konnte diesen dann jedoch von seinem Wunsch überzeugen, Künstler zu werden. So kam er bereits im Jahre 1816 an die Kopenhagener Kunstakademie. Am Anfang in der Freihand- und der Modellklasse, wurde er dann, wie die meisten werdenden Maler seiner Generation, ein Schüler von Christoffer Wilhelm Eckersberg. Anfang der 1820er Jahre bekam er erste Silbermedaillen für seine Werke. Mit dem Gewinn der großen Goldmedaille 1829, verbunden mit einem Reisestipendium, war es Küchler möglich, seine Studien im Ausland fortzusetzen.
Küchlers Weg führte 1830 nach München und dann weiter nach Rom, wo er schon bald der dänischen Gemeinde angehörte, zu der neben dem Bildhauer Bertel Thorvaldsen z. B. die Maler Constantin Hansen, Martinus Rørbye, Wilhelm Marstrand, Detlev Conrad Blunck und Jørgen Sonne sowie der Architekt Gottlieb Bindesbøll und auch Schriftsteller zählten. Hier sind besonders Christian Winther und Hans Christian Andersen zu nennen. Neben seiner künstlerischen Arbeit war er von 1833 bis 1840 Bibliothekar der Dänischen Bücherei in Rom. Während er zunächst vornehmlich den Nazarenern nahe Genreszenen schuf, wurden es in den 1840er Jahren religiöse Gemälde.
Küchler konvertierte 1844 zum Katholizismus und im Jahre 1851 trat er unter dem Namen Pietro dem Franziskanerorden bei. Er lebte dann in Rom im Kloster San Bonaventura auf dem Palatin, nur unterbrochen durch den Aufenthalt in St. Josef Kloster in Neustadt in Oberschlesien von 1852 bis 1855. Mit Genehmigung des Papstes konnte er weiterhin künstlerisch tätig sein, allerdings waren es nun ausschließlich religiöse Bilder wie Altarbilder oder Kopien der antiken Kunst. 1877 wurde er zum Mitglied der dänischen Kunstakademie ernannt. Albert Küchler starb 1886 in Rom und wurde auf dem Friedhof Campo Santo dei Teutonici e dei Fiamminghi beigesetzt.

## Werke/Auswahl
- 1823: Junge Obsthändlerin im Atelier eines Künstlers.
- 1829: Christus heilt die Kranken. (Goldmedaille)
- 1831: Die Albanerin.
- 1834: Porträt von Hans Christian Andersen.
- 1830er: Christus erscheint nach der Auferstehung den Jüngern.
- 1830er: Joseph erzählt seine Träume.
- 1840: Römische Bauern kaufen einen Hut für ihren kleinen Sohn, der ein Abbate werden soll.